# Șerșni, Korosten
Șerșni (în ucraineană Шершні) este localitatea de reședință a comunei Șerșni din raionul Korosten, regiunea Jîtomîr, Ucraina.

## Demografie
Componența lingvistică a localității Șerșni
     Ucraineană (98,95%)
     Rusă (1,05%)
Conform recensământului din 2001, majoritatea populației localității Șerșni era vorbitoare de ucraineană (98,95%), existând în minoritate și vorbitori de rusă (1,05%).